# H.C.B. Bendz
Henrik Carl Bang Bendz (født 15. februar 1806 i Odense, død 8. september 1882 i København) var en dansk anatom, bror til Carl Ludvig, Jacob Christian og Wilhelm Ferdinand Bendz. 
Bang blev student fra Odense Katedralskole 1824 og bestod 1830 den kirurgiske og den medicínske eksamen, var forinden (1829) blevet ansat som kompagnikirurg ved 2. Livregiment og blev 1830 karakteriseret bataillonskirurg. I 1831 udsendtes han af Sundhedskollegiet i anledning af en da herskende epidemi på Sjælland og var 1832-37 reservelæge ved Sankt Hans Hospital. I 1833 opnåede Bendz licentiatgraden, 1836 doktorgraden og blev derefter (1837) udnævnt til docent i anatomi og fysiologi ved den kongelige Veterinærskole; 1845 blev han lektor ved Veterinærskolen og fik 1848 titel af professor, fungerede som sådan ved den senere oprettede Veterinær- og Landbohøjskole og var fra efteråret 1869 til efteråret 1870 konstitueret som direktør for samme anstalt. I 1862 udnævntes han til etatsråd, 1880 til konferensråd. 
Som læge studerede Bendz anatomi og fysiologi under zootomen Ludwig Lewin Jacobson og fik 1832 Videnskabernes Selskabs sølvmedalje for en afhandling om Havesneglens Anatomi. Senere kastede han sig især med iver over studiet af hjernenervernes anatomi. Efter sin ansættelse ved Veterinærskolen beskæftigede Bendz sig fortrinsvis med studiet af husdyrenes anatomi og udarbejdede i løbet af en årrække fortrinlige håndbøger, således 1846-47 Haandbog i den almindelige Anatomi med særligt Hensyn til Mennesket og Husdyrene, et 
værk, som i en lang årrække var det eneste danske, der omhandlede dette emne fuldt ud videnskabeligt, og som derfor også blev meget benyttet; senere (1853-76) fremkom hans Haandbog i den fysiologiske Anatomi af de almindeligste danske Huspattedyr, som også giver en værdifuld fremstilling af anatomiens historie. 
Harald Goldschmidt skriver i Salmonsens Konversationsleksikon: "Dette store Arbejde, ubetinget det værdifuldeste, som B. har leveret, er et »klassisk« Værk af blivende Bet. for Dyrkere af Husdyrenes Anatomi, og dets stilfulde Sprog samt den Omstændighed, at det er det første, i hvilket der benyttes en god og efter Forholdene smagfuld dansk Nomenklatur, bidrager ogsaa til, at det maa regnes som et af vore betydeligste naturvidenskabelige Værker. Og lige saa stilfuldt som B.’s Skriftsprog var, lige saa formfuldendte og fængslende var hans Forelæsninger, som han altid ledsagede med fortrinlige, paa staaende Fod udførte Kridttegninger." Sit talent i denne retning gjorde han også frugtbringende for en større kreds ved at påbegynde udgivelsen af Anatomiske Afbildninger af de almindeligste danske Huspattedyr; men desværre udkom kun den osteologiske del af disse 1850. 
Også ved sit arbejde i mere praktisk retning har Bendz gjort sig fortjent af den danske dyrlægestand, idet han bidrog til oprettelsen af det veterinære sundhedsråd som en selvstændig institution (oprettet som sådan 1851 efter forslag af Bendz til Indenrigsministeriet 1850). Fremdeles skyldes startningen af Tidsskrift for Veterinærer Bendz, idet han, i forening med professor Bagge, 1853 påbegyndte udgivelsen af dette tidsskrift, som Bendz derefter var medredaktør af i 18 år. Endelig må nævnes Bendz’s virksomme arbejde for oprettelsen af Veterinær- og Landbohøjskolen. 
Til brug for landbrugsstuderende på denne anstalt (der trådte i virksomhed 1858) udgav Bendz 1858 Kort Fremstilling af de almindeligste Huspattedyrs Bygning og Liv (4. udgave 1881; oversat på tysk). Denne lærebog var en udvidelse af Kort Fremstilling af Hestens Bygning og Liv, som Bendz havde udgivet 1855 i sin egenskab af lærer ved den kongelige militære manege, hvis frigørelse (i henseende til undervisning) fra Veterinærskolen skyldtes Bendz’s medvirkning, hvilket også gælder om oprettelsen af den 1857 med den militære manege forbundne skole for militære beslagsmede. Bendz indtog i det hele taget en meget fremskudt Stilling blandt de mænd, der bidrog til den danske Veterinærskoles opblomstring og til den danske dyrlægestands gode renommé.